# Mestocharella latistriata
Mestocharella latistriata är en stekelart som beskrevs av Kamijo 1994. Mestocharella latistriata ingår i släktet Mestocharella och familjen finglanssteklar. Inga underarter finns listade i Catalogue of Life.